# Bende Harris
Bende Harris, geborene Peters, (* 23. Mai 1939 in Frederiksberg) ist eine dänische Schauspielerin.

## Leben
Bende Harris wuchs als einzige Tochter des Musikers Ove Georg Peters (1903–1978) und der Tänzerin Inge Vendelbo-Larsen (1912–1990) in Frederiksberg auf.
Nach ihrem Schulabschluss absolvierte sie von 1958 bis 1961 ihre Schauspielausbildung an der Schauspielschule des Aarhus Teater, wo sie auch ihr Bühnendebüt als Darstellerin hatte und anschließend dort bis zum Jahr 1967 als festes Ensemblemitglied engagiert war. Als Bühnendarstellerin wirkte sie in zahlreichen Theaterstücken, Musicals, Varieté-Shows und in Ballett-Aufführungen mit, so unter anderem auch am Folketeatret. Als Schauspielerin vor der Kamera hat sie seit dem Jahr 1961 in mehr als 20 Film-und-Fernsehproduktionen mitgewirkt. Sie ist auch als Synchronsprecherin für Zeichentrickfilme tätig.
Bende Harris ist seit dem 6. Oktober 1961 mit dem Schauspieler und Regisseur Preben Harris verheiratet, mit dem sie in Kopenhagen lebt. Aus der Ehe gingen zwei Söhne und eine Tochter hervor, wovon ihr ältester Sohn Kim Harris (* 1960) ebenfalls den Schauspielberuf ergriff.

## Filmografie (Auswahl)
- 1961: Ullabella
- 1970: Sandkassen
- 1971: Tykke Olsen
- 1978: Ein Haus in der Provinz (Fernsehserie, 1 Folge)
- 1981: Die Leute von Korsbaek (Fernsehserie, 2 Folgen)
- 1984: Privatdetektiv Anthonsen (Fernsehserie, 1 Folge)
- 1998: Taxa (Fernsehserie, 1 Folge)
- 2000: Udenfor
- 2002: Unit One – Die Spezialisten